# Чемпіонат Італії з футболу 1909
Чемпіонат Італії з футболу 1909 — дванадцятий сезон футбольного чемпіонату в Італії. В чемпіонаті брали участь 9 команд. Матчі проходили з 17 січня по 25 квітня. Як і торік він складався з двох турнірів Федерального чемпіонату, де виступали також і іноземні гравці та Італійського чемпіонату, де виключно виступали італійці. Офіційним чемпіоном Італії Італійська федерація футболу визнала переможця федерального чемпіонату чемпіоном якої став Про Верчеллі це їх другий титул.

## Федеральний чемпіонат

### Кваліфікація
Лургія
| Команда 1      | Заг. | Команда 2 | 1-й матч | 2-й матч |
| -------------- | ---- | --------- | -------- | -------- |
| «Андреа Дорія» | 4-4  | Дженоа    | 1-1      | 3-3      |

Тайбрейк
| Команда 1      | Рахунок | Команда 2 |
| -------------- | ------- | --------- |
| «Андреа Дорія» | 1-2     | Дженоа    |

Ломбардія
| М | Клуб           | О | І | В | Н | П | МЗ | МП | Різ | Примітки                  |
| - | -------------- | - | - | - | - | - | -- | -- | --- | ------------------------- |
| 1 | Міланезе       | 2 | 2 | 0 | 0 | 4 | 5  | 1  | +4  | Кваліфікація до півфіналу |
| 2 | Мілан          | 2 | 1 | 0 | 1 | 2 | 3  | 4  | -1  |                           |
| 3 | Інтернаціонале | 2 | 0 | 0 | 2 | 0 | 2  | 5  | -3  |                           |

Результати
| Команда 1      | Рахунок | Команда 2      |
| -------------- | ------- | -------------- |
| Мілан          | 3-2     | Інтернаціонале |
| Міланезе       | 3-1     | Мілан          |
| Інтернаціонале | 0-2     | Міланезе       |

П'ємонт
Перший раунд 
| Команда 1 | Заг. | Команда 2 | 1-й матч | 2-й матч |
| --------- | ---- | --------- | -------- | -------- |
| Ювентус   | 3-2  | Торіно    | 0-1      | 3-1      |

Перегравання
| Команда 1 | Рахунок | Команда 2 |
| --------- | ------- | --------- |
| Ювентус   | 0-1     | Торіно    |

Другий раунд
| Команда 1    | Заг. | Команда 2 | 1-й матч | 2-й матч |
| ------------ | ---- | --------- | -------- | -------- |
| Про Верчеллі | 3-1  | Торіно    | 2-1      | 1-0      |

Венето
Переможець Венеція.

### Півфінал
Ломбардія — Венето
| Команда 1 | Заг. | Команда 2 | 1-й матч | 2-й матч |
| --------- | ---- | --------- | -------- | -------- |
| Венеція   | 3-18 | Міланезе  | 1-7      | 2-11     |

П'ємонт — Лургія
| Команда 1    | Заг. | Команда 2 | 1-й матч | 2-й матч |
| ------------ | ---- | --------- | -------- | -------- |
| Про Верчеллі | 4-3  | Дженоа    | 3-2      | 1-1      |

## Фінал
| Команда 1    | Заг. | Команда 2 | 1-й матч | 2-й матч |
| ------------ | ---- | --------- | -------- | -------- |
| Про Верчеллі | 4-2  | Міланезе  | 2-0      | 2-2      |

| Чемпіон Італії 1909    |
| ---------------------- |
| Про Верчеллі 2-й титул |

## Італійський чемпіонат

### Кваліфікація
П'ємонт
Перший раунд
- Ювентус-Торіно 2-0 (знялись зі змагань)

Другий раунд
- Ювентус-П'ємонт 1-0[1]

Третій раунд
- Ювентус-Про Верчеллі 2-0 (знялись зі змагань)

Ломбардія
- Міланезе-Мілан 2-0 (знялись зі змагань)

Лургія
- Дженоа-Андреа Доріа 0-2 (знялись зі змагань)

### Півфінали
| Команда 1    | Заг.   | Команда 2 | 1-й матч | 2-й матч |
| ------------ | ------ | --------- | -------- | -------- |
| Андреа Доріа | 5 - 5  | Ювентус   | 3 - 1    | 2 - 4    |
| Віченца      | 1 - 10 | Міланезе  | 1 - 2    | 0 - 8    |

- Плей-оф
  - 23 травня 1909: Ювентус - Андреа Доріа 1 - 0 дч[4]

### Фінал
| Команда 1 | Заг.  | Команда 2 | 1-й матч | 2-й матч |
| --------- | ----- | --------- | -------- | -------- |
| Ювентус   | 3 - 2 | Міланезе  | 1 - 1    | 2 - 1    |

Це скудетто «Ювентус» офіційно не визнано федерацію футболу Італії.